# Fundación Nacional Cubano Americana
La Fundación Nacional Cubano Americana (FNCA) es una organización del exilio cubano. Establecida en Florida en 1981 por Jorge Mas Canosa y Raúl Masvidal, la FNCA es una organización con numerosos miembros en Estados Unidos y otros países. Después de la muerte de su fundador en 1997, la FNCA comenzó a perder su cohesión ideológica proporcionada por Mas Canosa, lo que llevó a un segmento sustancial de sus miembros a dividirse y formar el Consejo por la Libertad de Cuba en 2001.
El nombre se basa en un error de traducción: Cuban-American National Fundation se traduciría correctamente Fundación Nacional Cubano-Estadounidense, ya que «americano» significa ‘del continente americano’, mientras que «estadounidense» significa ‘de EE. UU’.

## Descripción
La FNCA solía ser una firme defensora del embargo de Estados Unidos hacia Cuba, sin embargo en abril de 2009 se publicó un artículo llamando a levantar las restricciones estadounidenses sobre las ayudas y los viajes a Cuba, así como ayudar a los grupos de la sociedad civil de la isla.
Entre 1990 y 1992, recibió un cuarto de millón de dólares de la Fundación Nacional para la Democracia, una organización financiada por el gobierno federal de Estados Unidos.
La FNCA también opera la estación de radio La Voz de la Fundación que intenta transmitir a Cuba y dirigió el esfuerzo para establecer la Agencia de Información de Estados Unidos Radio Martí (1985) y Televisión Martí (1990). Radio Martí y TV Martí son operaciones oficiales de radiodifusión estadounidenses dirigidas a ciudadanos cubanos dentro y fuera de Cuba.
Se movilizó en 2003 en apoyo del ataque estadounidense contra Irak bajo la consigna «hoy Irak, mañana Cuba».

## Controversia
La Fundación Nacional Cubano Americana ha sido acusada por el gobierno cubano de la planificación y financiación de ataques terroristas dentro de Cuba, entre ellos un atentado en septiembre de 1997 que mató a un turista italiano en La Habana.  En particular, el exagente de inteligencia anticastrista cubano Luis Posada Carriles afirmó en 1998 que recibió apoyo financiero de la Fundación para una campaña de atentados llevada a cabo en 1997, aunque ha negado vínculos con el ataque mortal. Posada también ha sido vinculado por el gobierno de Cuba con el atentado de 1976 contra el vuelo de Cubana de Aviación 455, en el que murieron 73 pasajeros (todos civiles). 